# Доня-Бишня
Доня-Бишня (серб. Доња Бишња, хорв. Donja Bišnja) — населенный пункт (деревня) в общине Дервента, который принадлежит энтитету Республике Сербской, Босния и Герцеговина. По результатам югославской переписи населения 1991 года в Доня-Бишне проживало 320 человек.

## Население
В населении деревни примерно равную долю составляют сербы и хорваты с незначительным перевесом в сторону хорватов.
| 1991                           | - | - | - | - | - | - |
| ------------------------------ | - | - | - | - | - | - |
| 320                            | - | - | - | - | - | - |
| Гистограмма динамики населения |   |   |   |   |   |   |

### Национальный состав
1991 год:
- Сербы — 147 человек (45,94 %)
- Хорваты — 157 человек (49,06 %)
- Югославы — 4 человека (1,25 %)
- Мусульмане — 0 человек (0,00 %)
- Другие — 12 человек (3,75 %)